# S. Arun Prasad
Subramanian Arun Prasad, in tamil அருண் பிரசாத் சுப்பிரமணியன் (Salem, 21 aprile 1988), è uno scacchista indiano.
Nel 2008 è diventato il 18° Grande maestro dell'India.

## Principali risultati
Nel 2004 ha vinto a Teheran il campionato asiatico U16, per spareggio tecnico su Lê Quang Liêm. Nello stesso anno ha vinto a Bikaner il campionato asiatico juniores (U18) per spareggio tecnico su  
J. Deepan Chakkravarthy.
Nel 2009 ha vinto ad Edimburgo il campionato scozzese open. Nel 2010 ha fatto parte della nazionale indiana che ha vinto la medaglia di bronzo nel campionato del mondo a squadre a Bursa in Turchia. Nel 2011 ha vinto il campionato della città di Parigi. Nel 2015 si è classificato terzo nell'open di Washington, un punto dietro al vincitore Gata Kamskij.
Ha ottenuto il suo più alto rating FIDE in novembre 2009, con 2570 punti Elo.